# Dona Sarkar
Dona Sarkar é a atual chefe do programa Windows Insider, da Microsoft. Dona Sarkar frequentou a Universidade de Michigan, onde estudou Ciência da Computação.[carece de fontes?] Logo após, ingressou em estágio profissional da Autodesk. Começou a trabalhar na Microsoft como engenheira de software durante o desenvolvimento do Windows Vista, em 2005. No Windows 7 e 8, foi responsável pela experiência de pesquisa do Windows. Trabalhou ao lado dos desenvolvedores do HoloLens, incluindo Holographic e #HoloHacks. Em 1 de julho de 2016, Dona substituiu Gabriel Aul na liderança do programa Windows Insider.